# 葛力姆喬·賈卡傑克
葛力姆喬·賈卡傑克（日语： Grimmjow Jaegerjaques，另有譯名「古里姆喬·賈卡傑克」）是漫畫《BLEACH》的登場人物。為藍染惣右介旗下破面軍團名列第六刃的「十刃」成員，亦係主角黑崎一護於破面篇裡對抗的主要敵人。

## 姓名典故
作者久保帶人於【MASKED】角色公式集的訪談中提及，其姓氏讀音Jaegerjaques源自於名為Jaeger-LeCoultre的鐘錶廠牌，名字Grimmjow則是取自英國建築家尼可拉斯·葛林蕭（Nicholas Grimshaw）的姓氏。

## 人物

### 外表與性格
隸屬藍染惣右介領導的破面軍團，名列「十刃」第六刃的破面。特徵是水藍色碎髮，冰藍色雙眼，額頭前方垂著幾根瀏海，留著湖水綠眼影紋，其體態結實。殘餘面具呈現排列齒狀，附在右臉頰，代表第六刃的「６」字刺青位於後腰右下方，虛洞位於腹部。象徵死亡形式是「破壞」。
性情好戰豪放，桀傲不馴，對於自身的實力相當有自信，認為所有看不起他的對象都應該被除掉。平常習慣敞開上衣拉鍊，露出胸膛與腹部，將長袖挽至手肘的高度。當他走路的時候，總是將身體略為前傾，並且將雙手放在褲袋裡。熱衷於平等條件下，挑戰強勁的對手，純粹享受戰鬥的樂趣。基本戰鬥力極高，只憑空手的力道就能輕易貫穿人體，被黑崎一護卍解狀態的「月牙天衝」擊中後還能從容應戰，甚至被東仙要砍斷左臂的情況下與一護決戰，還能反過來壓制對方。作者在附錄特典集賦予葛力姆喬的關鍵詞為「壞」。

### 身世與經歷

大虛時期的葛力姆喬·賈卡傑克

成為破面以前，葛力姆喬原本是少數保有自我意識的基力安級大虛，後來因獵食其他的虛而進化成豹型的中級大虛亞丘卡斯。當他在虛圈沙漠首次遇上還是大虛的迪·羅伊、伊爾弗特（破面NO.8薩爾阿波羅之兄）、艾多拉德、納奇姆、蕭隆時，迪·羅伊見到體型遠比他們還要來得瘦小的葛力姆喬，準備將他當成獵食的目標，反被葛力姆喬率先啃食了右邊頭部（此舉亦導致迪·羅伊成為破面後，開始在右邊頭部纏上布條，以遮掩被啃食的部位）。目擊此景的蕭隆對於眼前發生的一切感到震驚，但也意識到葛力姆喬就是他們長期尋覓的、能夠帶領他們的強者，便代表其他四人邀請葛力姆喬加入他們的行列。儘管葛力姆喬對此感到不以為然，但還是讓他們跟在自己的身邊。以進化成最大虛瓦史托德為目標，在虛圈獵食其他的虛。
經過多次的狩獵行動，蕭隆等人意識到自己已經達到了進化極限，因而放棄了繼續進化的念頭，正當葛力姆喬準備離他們遠去時，蕭隆代表其他四人請求葛力姆喬吃掉他們，於是葛力姆喬分別啃食了他們身上的一部分，使他們全部退化成基力安級的大虛。之後在藍染惣右介的收編計畫下，葛力姆喬正式演化成破面，成為十刃的第六刃，還讓蕭隆等人以從屬官的身分，隨侍在他的身邊。不過葛力姆喬對於藍染毫無敬重之意，甚至經常無視藍染的命令擅自行動。也因為性情衝動的緣故，在劇中亦特別容易和其他人產生言語與肢體上的衝突。

## 劇情表現

### 破面篇
首次登場是在烏爾奇奧拉與牙密從現世返回虛夜宮的報告過程，當時的葛力姆喬，對於烏爾奇奧拉沒有當場殺害黑崎一護表示質疑與不滿，還與牙密發生口角衝突。之後擅自率領五位從屬官襲擊空座町，並且重傷了一護和露琪亞。結果五位從屬官被日番谷冬獅郎的先遣小隊全數殺害，自己也被一護的「月牙天衝」創傷。後來在東仙要的出面制止下，葛力姆喬跟著東仙回到了虛夜宮，向藍染稟報事情的經過。東仙為了警惕葛力姆喬，不僅當著藍染的面前，揮刀砍下葛力姆喬的左手臂，還用鬼道「廢炎」將他的斷臂燃燒殆盡。葛力姆喬企圖攻擊東仙，被藍染即時制止，還被排除在十刃之外，由魯畢取代他的第六刃位階。經過此戰後，從他的鎖骨下方延伸至腹部，至今仍留著被一護砍傷的刀疤（但根據葛力姆喬後來在虛圈的對話，他之所以留下這道傷疤，是為了要讓一護知道彼此的實力差並除掉對方）。
當葛力姆喬以獨臂狀態跟著魯畢、牙密、汪達懷斯來到現世時，葛力姆喬隨即自行脫隊，與一護再度交戰。雖然一護因為經過虛化訓練，得以在第一時間傷到葛力姆喬，但葛力姆喬還是在一護達到虛化時限的時刻，反過來重創一護，甚至在趕來支援一護的朽木露琪亞用「白漣」困住他的狀況下，自行突破冰層並企圖用虛閃攻擊露琪亞的頭部。此時假面軍勢的成員平子真子忽然現身與葛力姆喬展開激烈交戰，並且以虛閃重創了他；葛力姆喬企圖使出歸刃型態解決對方，但由於烏爾奇奧拉出面制止，反膜啟動而回到了虛夜宮。藍染為了要見識井上織姬盾舜六花的力量，命織姬治療葛力姆喬的左臂。重獲左臂的葛力姆喬當場殺害魯畢，回到十刃陣列。曾在十刃會議中得知一護一行人闖入虛圈，表明要直接去殺害一護，但被藍染的強盛靈壓制止。
之後葛力姆喬破壞了織姬所在的行宮大門，當場解決了打傷織姬的梅諾莉與洛莉（動畫版因梅諾莉與洛莉先破壞了大門，故葛力姆喬被修改成破牆而入，梅諾莉被改成沒有被虛閃轟至身體破碎，洛莉則剪去斬斷左腳的橋段並改成身受重傷），表明並非特地救她，只是剛好藉此還了治療左臂的人情。隨後帶著織姬到達被烏爾奇奧拉重傷倒地的一護面前，要求織姬治療他後，與一護分出先前戰鬥中未能斷定的勝負。同一時間，發現織姬被帶走的烏爾奇奧拉趕到現場質問葛力姆喬，要求將織姬交回來卻遭到拒絕，兩人爆發了肢體衝突。雖然葛力姆喬在打鬥中企圖利用虛閃抵擋烏爾奇奧拉的攻擊，但他的右手臂仍被烏爾奇奧拉的虛閃創傷；其後葛力姆喬趁烏爾奇奧拉不注意時，使用反膜之匪將他短暫關入異次元空間。織姬得知葛力姆喬將她帶來治療一護，又要與一護戰鬥，因此拒絕為一護治療；但是一護說服了織姬，同時為他與葛力姆喬療傷。
為了不讓旁觀的妮露與織姬受到波及，一護特地將葛力姆喬帶到其他地方，才在雙方傷勢痊癒的平等條件下，再次展開決鬥。起先葛力姆喬在打鬥中詢問一護來到虛圈的真正理由，聽到一護「為了拯救織姬」的答覆後，葛力姆喬對於一護因為見到織姬平安無事而鬆懈下來、卻沒有直接帶走她提出質疑，並表示織姬的內在已經產生了某種變化。為了逼一護使出「虛化」，而故意用「王虛的閃光」攻擊織姬，在達到目的後自己也使出「歸刃」與其戰鬥，一護的「虛化」在此戰中得到了實質的飛躍提升，但是葛力姆喬仍然在整個戰鬥過程中稍佔上風，但這種狀態只維持到了一護聽到織姬的呼喊之前，一護聽到織姬的加油呼喊之後意志力爆發，差點一口氣砍倒了葛力姆喬，但葛力姆喬仍然堅持了下來，並使出了最強絕招「豹王之爪」來給對手最後一擊，幾乎已經擊敗了對手，然而終究技輸一籌，被一護以無比堅強的意念用「天鎖斬月」將「豹王之爪」強行從中劈開，之後更被一護一刀穿體而過，自此敗北，葛力姆喬身負重傷，仍然堅持做個了斷。疏於防備的情形下，被忽然出現的第五刃諾伊特拉砍至重傷倒地，一護為他擋下了致命攻擊，因而保住了性命，其左頸亦因此留下被諾伊特拉砍傷的傷疤。
之後一護因為在第五之塔和烏爾奇奧拉展開對決，目擊後者化灰消逝前的情景而感受到複雜的思緒，以至於他在面對解放為第零刃的牙密時，對於牙密出言侮辱葛力姆喬、諾伊特拉、烏爾奇奧拉的行徑感到相當不齒。後來藍染在空座町大戰中透露，一護與葛力姆喬在虛圈的戰鬥，其實是藍染精心策劃的一部分。
空座町大戰落幕後，葛力姆喬繼續留在虛圈，他始終惦記著和一護再度展開對決的念頭，並摩拳擦掌等待和後者重逢的機會到來。

### 千年血戰篇
第二部劇情的葛力姆喬僅保留十刃時期的上衣，除了在裡面穿著黑色上衣，將絝褲換成黑色長褲以外，還在腰際繫著兩條皮帶。疑似在抵達虛圈展開救援行動的浦原喜助、茶渡泰虎、井上織姬、妮莉艾露·杜·歐德修凡克等人再次遭到虛圈狩獵隊長「J」基路傑·歐丕攻擊的時候，葛力姆喬趁著基路傑疏於防備的空檔，及時現身斬殺基路傑，為浦原等人解危。事後與浦原喜助簽定契约，並且在浦原透過通訊設施對在屍魂界的一護等人通話時，聽見一護的聲音欲露面，但被浦原一行人阻止。
後來，夜一開啟了黑腔使他來到了靈王宮，和一護等人會合，他聲明自己仍未放棄和一護再度交手的念頭，欲拔刀攻擊後者，被恢復原型的妮露及時制止，之後在莉露卡、雪緒、夜一的催促下，偕同一行人進入喜助委託莉露卡和雪緒運用能力組合而成的空間，表明自己並非特意選邊協助他們，但倘若放任猶哈巴赫不管，將會導致虛圈毀滅，屆時亦將無法再次和一護交戰，所以才會選擇和一護等人對抗猶哈巴赫。才剛和眾人抵達被猶哈巴赫改造成真世界城的靈王宮，便擅自衝向前線並襲擊『D』亞斯金·納克魯瓦爾，結果因為一時大意誤觸亞斯金的「禮物之球」而倒地。透過喜助的治療甦醒重獲行動能力後，使出「歸刃」形態在亞斯金的背後徒手貫穿對方的胸膛，並在亞斯金倒地後補上一擊，但隨後再次中了亞斯金的「致死量」能力導致身體無法動彈。
官方小說「Can't Fear Your Own World」中補述大戰落幕後，葛力姆喬揚言有朝一日將會再找一護算帳，隨同其他破面返回虛圈。他得益於參與作戰的歷練，大虛等級提升至「瓦史托德」，駐守虛圈期間和赫莉貝爾、妮露迎擊來犯的星十字騎士團餘黨和产绢彦祢。後來由於京樂春水的請求，遂提出「不得干預自己和一護的決戰」的合作條件，和赫麗貝兒作為混合部隊成員參戰。

## 歸刃
- 斬魄刀『豹王』（Pantera）

深藍色刀柄附有多枚菱形，銀色護手兩端呈現方向相反，各別往外突出的矩型角。
解放時五指成爪向斬魄刀刀身擦去，解放後，面具呈現護額狀配戴在額頭，眼影變成淺藍色（動畫版變成綠色）並延伸至耳朵，耳朵變成獸耳，全身裝備白色緊身盔甲，後方長出分節狀且末梢呈現黑色的尾巴，四肢末梢變成黑色，長出相當長的鬃毛及利爪，有著一口銳利的尖牙，就連咆哮的聲波，也具有相當程度的威力。
解放語「嘎吱作響吧（宰了他）！豹王！」

## 技能與招式
葛力姆喬的招式多半為直接攻擊型，在普通狀態下施展虛閃的頻率為十刃最高，解放後可使出威力更為強大的技能。動畫版的靈壓顏色為淺藍色。
| 技能（能力）名稱                  | 簡介 |
| --------------------------------- | --- |
| 「反膜之匪」（Caja Negación）     | 藍染給十刃用來處罰部下的道具，足以將靈壓較小者的靈體永久性地關在異次元中。但是關閉的時間會依被關閉者的靈壓而定，所以若是用在十刃身上時就會不持久。葛力姆喬曾對烏爾奇奧拉使用過此招，使對方被困在異空間約兩三個小時。                                                 |
| 「虛閃」（Cero）                  | 其虛閃由手心發出，顏色為紅色。當葛力姆喬施展虛閃的時候，會讓手部五指些微彎曲呈現虛握狀，接著從手心釋放虛閃攻擊對手。葛力姆喬對抗平子真子和烏爾奇奧拉的時候，亦曾使用此技抵擋對手釋放的虛閃，減少對手帶來的傷害。在PS2遊戲版《Bleach Blade Batter 2》的顏色為青藍色。 |
| 技「王虛的閃光」（Gran Rey Cero） | 以自己的血液為媒介混入靈壓，由手心產生最強的青藍色虛閃。此招僅限十刃才能使用，不得在虛夜宮施展，但葛力姆喬卻無視此項規定。 |
| 技「豹鉤」（Garra de la Pantera） | 解放後的特有能力，彎曲手肘時可發射出五片翠綠色暗器攻擊他人，擊中時的威力相當強大，一發暗器就可毀掉一根虛夜宮中的巨大柱子。 |
| 技「豹王之爪」（Desgarrón）       | 解放後的特有招式，雙爪爪出兩張巨大的藍色光痕把對手切裂，威力十分巨大，攻擊力與壓迫感十足。 |

遊戲原創技
| 技能（能力）名稱 | 簡介 |
| ---------------- | --- |
| 大虛召喚         | PS2遊戲版原創攻擊技。呼喚一頭撕裂天空的基力安級大虛，在一定時間內，從空中釋放柱狀的藍色虛閃攻擊地面的對手。 |
| 瘋狂虛閃         | PSP遊戲版原創攻擊技。將人踢向空中，連發手心的虛閃攻擊敵人。                                                 |
| 虛棘             | PS3 《死神：靈魂爆破》 原創技。                                                                             |

## 卷首語
- 「你們這些人，全都去死吧。」 ── 單行本第二十四集。
- 「國王向前奔馳， 劃破黑影，盔甲發出聲響， 踏破白骨，啜飲血肉， 嘎嘎作響，捏碎心臟。 獨自闖進，遙遠的彼方。」 ── 單行本第三十二集。

## 其他資料
- 目前是少數揭露成為破面前大虛姿態的十刃，也是少數使用過反膜之匪與「王虛的閃光」的十刃。
- 在日本地區BLEACH首次的決鬥排行榜中，葛力姆喬對陣黑崎一護的戰鬥以457票位居第三名。

## 備註
1. ↑  1.漫畫版第392章彩頁，作者因應首度決戰排行榜揭曉兼2010年情人節，加上葛力姆喬和一護的決戰排行第三名，故讓登上彩頁的葛力姆喬呈現卸下面具並穿著現世便服的模樣；在動畫版第266集至278集片尾曲橋段，則因應全體登場角色皆穿著現世服裝的設定，故卸下臉部的面具並穿著輕便的現世衣裝。